# Fabrice Guilbert
Fabrice Guilbert (* 8. Oktober 1976 in Paris, Frankreich) ist ein französischer Handballspieler. Er ist 1,90 m groß und wiegt 87 kg.
Guilbert, der zuletzt für US Créteil HB spielte und für die französische Nationalmannschaft auflief, kann im Rückraum vielseitig eingesetzt werden, meist spielt er aber auf der Rückraum-Mitte.
Fabrice Guilbert debütierte für US Ivry HB in der ersten französischen Liga. Mit dem Pariser Vorstadtclub gewann er 1997 die französische Meisterschaft. 1999 wechselte er zum Lokalrivalen US Créteil HB, wo er 2003 den französischen Ligapokal gewann und 2004 Vize-Meister wurde. Nach sechs Jahren bei Créteil kehrte er 2005 zu seinem Heimatclub Ivry zurück und errang dort 2007 – zehn Jahre nach seinem ersten Erfolg – erneut die französische Meisterschaft; außerdem zog er ins Finale des Ligapokals ein. Im Sommer 2011 kehrte Guilbert zu US Créteil HB zurück, für den er zwei Spielzeiten auflief.
Fabrice Guilbert hat bis Dezember 2008 insgesamt 32 Länderspiele für die französische Nationalmannschaft bestritten. Hinter Spielern wie Nikola Karabatić, Daniel Narcisse oder Jérôme Fernandez spielt er derzeit allerdings nur die zweite Geige im französischen Rückraum. Nach der Meisterschaft 2007 mit Ivry vertrat er sein Land erstmals bei einem großen internationalen Turnier, nämlich der Handball-Europameisterschaft 2008 in Norwegen, wo er mit Frankreich Bronze gewann.